# Dušan Kecman
Dušan Kecman (serbisch-kyrillisch Душан Кецман; * 6. November 1977 in Belgrad, SR Serbien) ist ein ehemaliger serbischer Basketballspieler und aktueller Basketballtrainer.

## Karriere

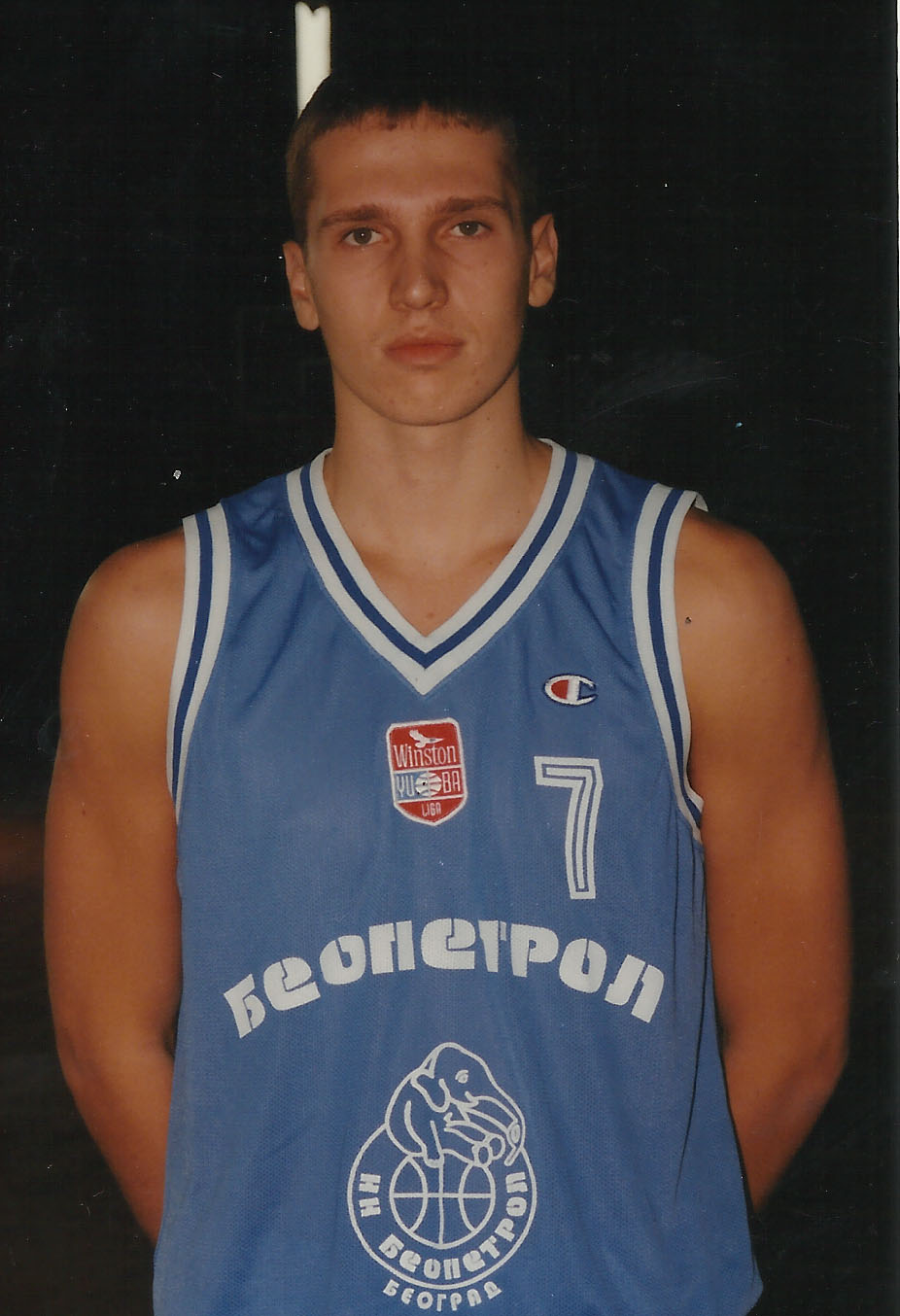
Dusan Kecman in Beopetrol

Seine Laufbahn begann Dušan Kecman bei Beopetrol Belgrade. Bis 1996 war er in den Jugendmannschaften aktiv, ehe er in der Herrenmannschaft wechselte und dort bis 2001 tätig war. Nach einer Saison bei FMP Železnik wechselte Kecman zu Partizan Belgrad, mit denen er die ersten Titel seiner Karriere gewinnen konnte. 2004 wechselte Kecman erstmals ins Ausland und war in dieser Saison mit Makedonikos aus Griechenland, Efes Pilsen in Istanbul und Telindus Oostende in Belgien gleich für drei verschiedene Vereine aktiv. Nach einer weiteren Spielzeit im ukrainischen Kiew kehrte er 2006 zu Partizan Belgrad zurück und gewann in den folgenden zwei Jahren jeweils die serbische Meisterschaft sowie die Adriatic League. 2008 stand Kecman bei Panathinaikos Athen unter Vertrag, wohin er zusammen mit seinem Teamkollegen Nikola Peković wechselte und bereits in seiner ersten Saison 2009 das Triple gewinnen konnte. Anschließend kehrte er erneut für drei Jahre zu KK Partizan zurück, bevor er mit knapp 35 Jahren noch einmal ins Ausland wechselte und unter Trainer Luka Pavićević bei Chorale Roanne in Frankreich spielte. Roanne schied jedoch am Saisonende in der ersten Play-off-Runde um die Meisterschaft gegen Titelverteidiger Élan Chalon aus. Anschließend wechselte Kecman in die dritte französische Liga NM 1 zum AS Monaco wo er 2013 seine aktive Spielerkarriere beendete.

## Erfolge
- EuroLeague: 2009
- Meister der Adriatic League: 2007, 2008, 2010, 2011
- Serbisch-montenegrinischer Meister: 2003 und 2004
- Serbischer Meister: 2007, 2008, 2010 bis 2012
- Griechischer Meister: 2009
- Serbischer Pokalsieger: 2008, 2010 bis 2012
- Griechischer Pokalsieger: 2009

## Auszeichnungen
- MVP der Jugoslawischen Liga: 2001
- Teilnahme am Jugoslawischen All-Star-Game: 2001